# Рудолф IV фон Монфор-Фелдкирх
Рудолф IV фон Монфор-Фелдкирх (на немски: Rudolf IV (III), Graf von Montfort-Feldkirch) от рода на пфалцграфовете на Тюбинген е последният граф на Монфор-Фелдкирх във Форарлберг в Австрия.

## Биография
Той е четвъртият син на граф Хуго IV фон Монфор-Фелдкирх († 1310) и съпругата му Анна фон Феринген († сл. 1320), дъщеря на граф Хайнрих II фон Феринген († сл. 1282) и Верена фон Клинген († 1314). Брат е на Бертхолд I фон Монфор-Фелдкирх († 1318), Фридрих III фон Монфор († 1321) и Хуго VI (VII) фон Монфор-Фелдкирх-Тостерс († 1359).
Той е от влиятелния и богат швабски род Монфор/Монтфорт, странична линия на пфалцграфовете на Тюбинген. От 1207 г. наследниците се наричат на дворец Монфор във Форарлберг „граф на Монфор“. Последният граф на Монфор-Фелдкирх Рудолф IV продава през 1375 г. градът и господството Фелдкирх на австрийския херцог Леополд III Хабсбург.
Рудолф IV фон Монфор-Фелдкирх умира на 13 март 1375 г. Погребан е в църквата „Св. Николаус“, Фелдкирх.
Той е дядо на Хартман IV фон Верденберг († 1416), епископ на Кур, син на дъщеря му Агнес.

## Фамилия
Първи брак: ок. 1332 г. се жени за Анна фон Берг-Шелклинген († пр. 8 април 1362), дъщеря на граф Улрих III фон Берг-Шелклинген († сл. 1316) и Луитгард фон Калв. Те имат осем деца:
- Улрих III фон Монфор († 1 ноември 1367, Родос), женен за Джована ди Карара
- Рудолф V фон Монфор-Фелдкирх (* пр. 1357; † 13 ноември 1390, Фусах), женен за Агнес фон Мач († 1421/1422)
- Хуго IX фон Монфор († 5 юли 1360)
- Бертхолд II фон Монфор († сл. 1360)
- Агнес фон Монфор († 10 март 1379), омъжена I. за граф Хартман III фон Верденберг-Сарганс-Вадуц-Блуменег († 27 август 1354), II. пр. 1360 г. за Волфхарт (Волфрам) I фон Брандис († 18/19 юни 1371)
- Анна фон Монфор († 5 юли 1381), омъжена за рицар Ханс I фон Хевен († сл. 24 май 1395)
- Урсула фон Монфор, омъжена за Дитрих Майер фон Алтщетен
- Гута фон Монфор, омъжена за Буркхарт фон Рамшваг

Втори брак: пр. 8 април 1362 г. се жени за Елизабет фон Неленбург († сл. 1399), племенница на граф Еберхард III фон Неленбург († 1371), дъщеря на Хайнрих фон Неленбург († 11 септември 1365) и Урсула фон Хазенбург († 1368). Те нямат деца.